# Берлинская резидентура
«Берлинская резидентура», «Берлинский отдел», «Берлинская станция» (англ. Berlin Station) — американский телесериал производства телеканала Epix, рассказывающий о работе берлинского отделения ЦРУ под прикрытием Посольства США в Германии. Премьера первого сезона состоялась 16 октября 2016 года. В ноябре 2016 года телеканал продлил сериал на второй сезон. Третий сезон был объявлен в декабре 2017 года. На экранах США он вышел 3 декабря 2018 года. Сериал был закрыт после окончания третьего сезона.

## Сюжет
Аналитик Дэниел Миллер получает назначение в берлинский отдел Центрального разведывательного управления. Его миссия держится в секрете даже от коллег. Он должен обнаружить в отделе крота, который сливает информацию недавно появившемуся медийному персонажу Томасу Шоу. Там же работает друг и давний соратник Дэниела по оперативной работе Гектор ДеДжин, который скрывает гораздо больше секретов, чем свойственно для его работы, и не стесняется в средствах ради достижения своих целей.
Во втором сезоне Дэниел возвращается к работе под прикрытием. На этот раз его объектом является ультраправая организация, члены которой задумывают террористический акт с целью провокации и подтасовки результатов выборов. Берлинский отдел работает над тем, чтобы не допустить жертв среди мирного населения и одновременно повлиять на результаты парламентских выборов в Германии.
Действие третьего сезона происходит в Восточной и Западной Европе, где в течение 11 дней Валери Эдвардс и её команде предстоит разобраться с инцидентом в отношениях России, США и стран НАТО.

## Актёрский состав

### В главных ролях
- Ричард Армитидж — Дэниел Миллер, сотрудник берлинского отдела ЦРУ[5]
- Рис Иванс — Гектор ДеДжин, оперативник берлинского отдела[5]
- Лиленд Орсер — Роберт Кирш, заместитель руководителя берлинского отдела
- Мишель Форбс — Валери Эдвардс, руководитель отдела внутренних дел[5]
- Ричард Дженкинс — Стивен Фрост, руководитель берлинского отдела ЦРУ (1 сезон); со второго сезона — в отставке, частный консультант[5]
- Тэмлин Томита — Сандра Эйб, секретарь Фроста (1 сезон)
- Джон Доман — Ричард Хэйнс, вновь назначенный посол США в Германии (2 сезон)[5]
- Кеке Палмер — Эйприл Льюис, назначенная в первую загранкомандировку сотрудница (2 сезон)
- Эшли Джадд — БиБи Йейтс, руководитель берлинского отдела ЦРУ (2 сезон)[5]
- Исмаэль Крус Кордова — Рафаэль Торрес, оперативный агент ЦРУ с нетрадиционными методами работы (3 сезон)[6]

### Второстепенный состав
- Мина Тандер — Эстер Круг, агент Федеральной службы защиты конституции Германии

1 сезон
- Кэролайн Гудолл — Келли Фрост, супруга Стивена Фроста[7]
- Забин Тамреа — Юлиан де Фос, информатор, передающий сведения от Томаса Шоу
- Клаудиа Михельсен — Патриция Шварц, кузина Дэниела Миллера
- Захра Ахмади — Клэр Итани, агент ЦРУ

2 сезон
- Томас Кречман — Отто Ганц, ультра-правый активист[5]
- Эмилия Шулль — Лена, дочь Ганца
- Наталия Вёрнер — Катерина Герхардт, глава ультра-правой партии «Перспектива для Германии»
- Хайно Ферх — Джозеф Эммерих, второе лицо в партии «Перспектива для Германии»
- Янис Нивёнер — Армандо, агент Федеральной службы защиты конституции Германии под прикрытием
- Скотт Уильям Уинтерс — Ник Фишер, агент ЦРУ[5]

3 сезон
- Джеймс Кромвель — Гилберт Дорн, успешный агент ЦРУ в отставке[3]
- Робин Вайгерт — Джейми Хадсон, старый знакомый Валери Эдвардс
- Деян Чукич — Николай Акулов, глава СВР
- Юлиан Костов — Сергей Базаров
- Николай Кински — Роман Платов

## Производство
Epix объявил о производстве первых десяти серий 21 мая 2015 год. Микаэл Роскам был назначен исполнительным продюсером сериала, он же поставил две первые серии. Олен Стаёнхауэр написал сценарий и также выступил в качестве продюсера. Непосредственно съемки начались в ноябре 2015 года.
Основные съемки проходили на студии Babelsberg в Потсдаме (студия также является выпускающей компанией). Весь интерьер отдела ЦРУ, включая охраняемый вход и внутренние офисные помещения без окон, был построены в павильонах Babelsberg. Остальные сцены снимаются на открытых площадках в Потсдаме и Берлине.
7 февраля 2018 года было объявлено, что с третьего сезона шоураннером и продюсером сериала станет Джейсон Хорвич, который сменил Брэда Уинтерса, пробывшего на этом посту два первых сезона. Съемки третьего сезона начались 4 июля 2018 года в Будапеште. 29 марта 2019 года телеканал объявил о закрытии сериала после трёх сезонов.

## Отзывы и критика
«Берлинская резидентура» получил в основном позитивные отзывы. На агрегаторе Rotten Tomatoes сериал имеет рейтинг 5.8 из 10. New York Times назвал сериал «более, чем уверенной драмой» для начинающего канала.